# 白堂乡
白堂乡，是中华人民共和国山西省朔州市平鲁区下辖的一个乡镇级行政单位，地处平鲁区西南部。

## 行政区划
白堂乡下辖以下地区：
白堂村、潘家窑村、施庄村、安太堡村、太西村、高家沟村、马蹄沟村、下黑水村、上黑水村、党家沟村、石崖湾村、西易村、东易村、陶卜洼村、细水村、曹庄村、窝窝会村、元墩村、打英沟村、卧场村、康家窑村、前进村和马鞍山村。